# ديك بوب سينيور
ديك بوب سينيور (بالإنجليزية: Dick Pope)‏ هو متزلج مائي ‏ أمريكي، ولد في 19 أبريل 1900 في دي موين في الولايات المتحدة، وتوفي في 28 يناير 1988 في وينتر هافن في الولايات المتحدة.